# Mastax okavango
Mastax okavango é uma espécie de carabídeo da tribo Brachinini, com distribuição restrita ao Botswana.